# Barfleur (Schiff, 1894)
Die HMS Barfleur war ein Einheitslinienschiff (engl. pre-dreadnought) der Centurion-Klasse, die in den 1890er Jahren für die Royal Navy gebaut wurden. Sie war für den Einsatz im Ausland bestimmt und tauschte schwere Panzerung und starke Bewaffnung gegen hohe Geschwindigkeit und große Reichweite ein, um den ausländischen Panzerkreuzern zu begegnen, die damals als Kaperschiffe agierten.

## Geschichte
Die Barfleur, benannt nach der Schlacht von Barfleur im Jahr 1692, wurde am 12. Oktober 1890 in Chatham auf Kiel gelegt, lief am 10. August 1892 vom Stapel und wurde im Juni 1894 für 533.666 Pfund fertiggestellt. Die Barfleur wurde am 22. Juni der Flottenreserve zugewiesen und im Juli kurzzeitig in Dienst gestellt, um an den jährlichen Flottenmanövern im Juli und August teilzunehmen, bevor sie am 1. September in die Reserve zurückkehrte. Am 26. Februar 1895 wurde das Schiff für den Einsatz in der Mittelmeerflotte in den aktiven Dienst gestellt.

### Mittelmeer
Am 19. März verließ die Barfleur das Vereinigte Königreich mit Kurs Richtung Gibraltar, wo sie bei ihrer Ankunft am 23. März die Sans Pareil ablöste. Von Februar 1897 bis Februar 1898 gehörte sie zum Internationalen Geschwader, einer multinationalen Truppe aus Schiffen der österreichischen Marine, der französischen Marine, der kaiserlichen Marine, der italienischen Marine (Regia Marina), der kaiserlichen russischen Marine und der Royal Navy, die in den Aufstand der griechischen Christen gegen die Herrschaft des Osmanischen Reiches auf Kreta (1897–1898) eingriff.

### China
Die Barfleur verließ Malta am 6. Februar 1898 in Richtung Fernost und traf am 4. März 1898 in Singapur ein. Von dort begleitete sie die Zerstörer HMS Fame und HMS Whiting nach Hongkong. Am 1. Oktober 1898 wurde die Barfleur zum Flaggschiff des zweiten Kommandanten der Station, Konteradmiral Charles FitzGerald. Am 26. Oktober 1899 wurde Kapitän Sir George Warrender zum Kommandanten des Schiffes ernannt.
Während des Boxeraufstands schlossen sich Teile der Besatzung einem Expeditionskorps unter Führung Vizeadmiral Sir Edward Seymour an, das zwischen dem 10. und 28. Juni 1900 versuchte, die belagerten internationalen Gesandtschaften in Peking zu befreien, was jedoch misslang. Darüber hinaus brachte das Schiff Truppen an Land, die am 16. und 17. Juni die Taku-Forts stürmten und am 13. und 14. Juli die ausländischen Gesandtschaften in der Schlacht von Tientsin befreiten. Im September 1900 löste das Schlachtschiff Albion die Barfleur als Flaggschiff ab.

### Anschließende Aktivitäten
Das Schiff verließ Hongkong am 11. November 1901 und traf am 31. Dezember 1901 in Plymouth ein. Anschließend begab sie sich nach Devonport, wo sie bei ihrer Ankunft am 22. Januar 1902 für eine Überholung ausgemustert wurde. Nach Abschluss der Arbeiten im Mai 1904 wurde sie in die Reserve versetzt. Am 18. Juli wurde sie zeitweise wieder in Dienst gestellt, um an den alljährlichen Manövern teilzunehmen. Dabei kollidierte sie in der Mount’s Bay mit der Canopus erlitt aber nur geringe Schäden. Nach dem Ende der Manöver am 8. September wurde das Schiff wieder in die Reserve versetzt. Am 21. Februar 1905 wurde die Barfleur mit neuer Mannschaft in Dienst gestellt. Anschließend begab sie sich nach Colombo, wo sie ihre Crew mit der Vengeance austauschte. Am 7. Mai kehrte sie in die Heimat zurück und wurde zwei Tage später wieder ausgemustert. Am 10. Mai wurde die Barfleur mit einer Rumpfmannschaft als Flaggschiff der Portsmouth Reserve Flotte in Dienst gestellt. Etwa zu dieser Zeit begann die Royal Naval Volunteer Reserve (RNVR) mit der Entsendung von Truppenteilen zur Seeausbildung der Reserveflotte. Während einer solchen Fahrt im Juni 1905 beförderte die Barfleur sechs Offiziere und 105 Mann der London Division. Im Juni 1906 nahm sie an den jährlichen Manövern teil und erhielt am 20. September eine neue Rumpfbesatzung. Nach der Abschaffung der Reserveflotte Ende 1906 wurde die Barfleur zum Flaggschiff der Portsmouth-Division der neuen Home Fleet mit einem verbesserten System von Kernbesatzungen. Am 4. März 1907 wurde sie als Flaggschiff durch Prince George ersetzt und anschließend abgemustert. Am 5. März wurde sie als Mutterschiff der Special Service Vessels in der Portsmouth Division wieder in Dienst gestellt. Im Juni 1909 wurde sie endgültig ausgemustert und von der Marineliste gestrichen. Im Juli 1910 wurde sie für 26.550 Pfund zum Abwracken an die C. Ewen in Glasgow verkauft.

## Technik

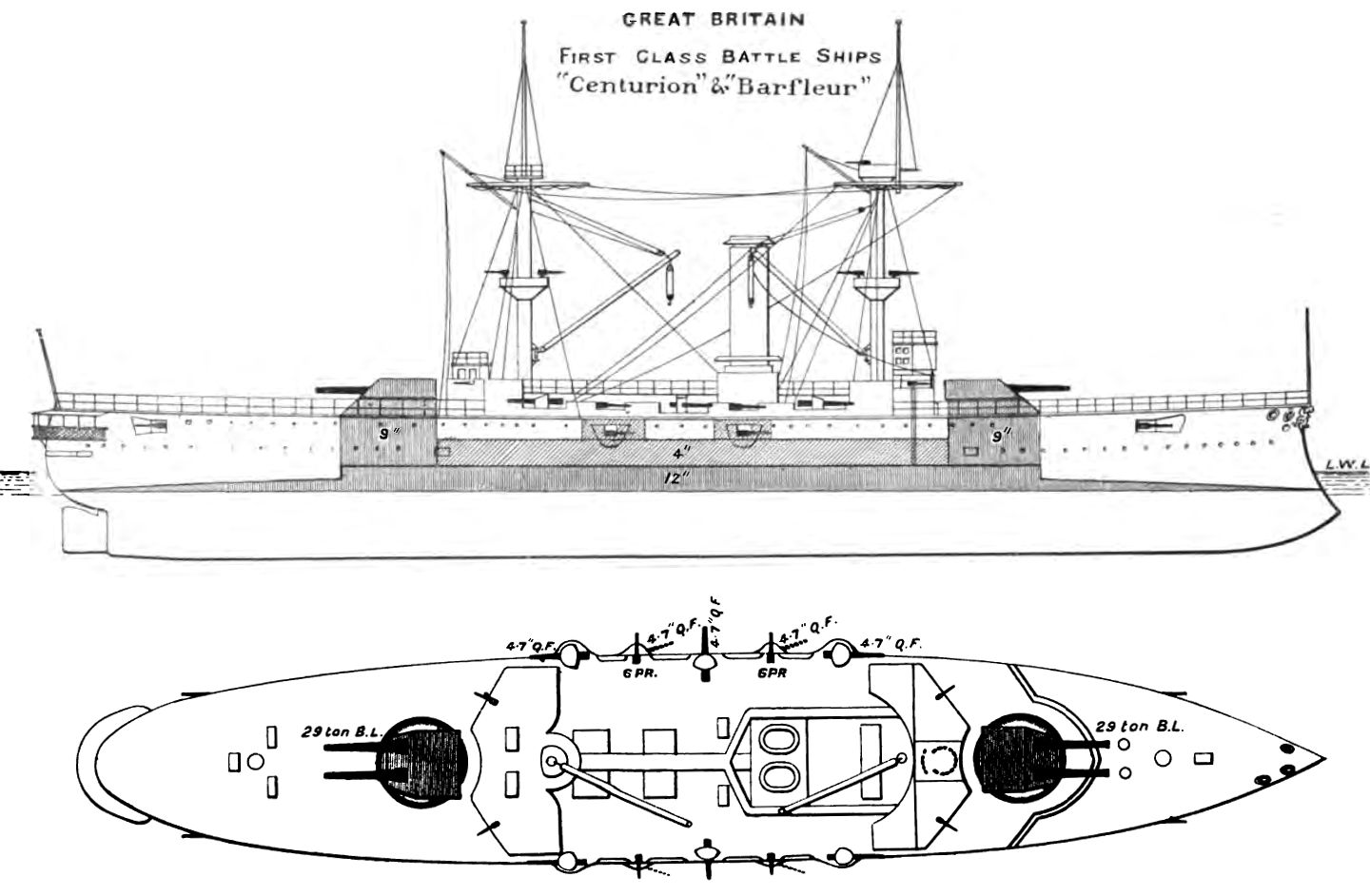
Seitenriss und Decksplan der HMS Centurionund HMS Barfleur aus Brassey’s Naval Annual 1896

Das Schiff hatte eine Gesamtlänge von 119,10 m, eine Breite von 21,30 m und einen Tiefgang von 7,82 m. Die Verdrängung lag zwischen 10.805 t und 12.409 t.

### Antrieb
Die Bafleur war mit zwei 3 Zyl.- Verbunddampfmaschinen ausgestattet, die jeweils eine Welle antrieben und insgesamt 9.000 PS (6.619 kW) entwickelten, mit der sie eine Höchstgeschwindigkeit von 17 Knoten (31 km/h) erreichte. Der Dampf wurde von acht Großwasserraumkesseln geliefert. Die Schiffe konnten maximal 1463 t Kohle mitführen, was ihr bei 10 Knoten (19 km/h) eine Reichweite von 5230 Seemeilen (9.690 km) ermöglichte. Die Besatzung der Schiffe bestand aus 620 Offizieren und Mannschaft.

### Bewaffnung
Die Hauptbewaffnung bestand aus vier 254-mm-Geschützen in zwei kreisförmigen Doppelgeschütz-Barbetten eine vor und eine hinter den Aufbauten. Bei einer Mündungsgeschwindigkeit von 620 m/s und einer Elevation von +12°05' erreichten die 230 kg schweren Granaten der Kanonen eine maximale Reichweite von 9.200 m. Die Lafette für die Hauptbewaffnung war ein völlig neues Modell, das von Whitworth entwickelt wurde. Diese Lafetten konnten eine Elevation von 35° erreichen, doch bei mehr als 15 Grad mussten halbe Ladungen verwendet werden und ein kleines Stück Panzerung musste aus dem oberen Teil der Turmöffnung entfernt werden, um zu verhindern, dass das Geschütz beim Rückstoß dagegen stieß. Die Geschütze befanden sich auf einer dampfgetriebenen Drehscheibe, die sich mit einer Umdrehung pro Minute drehen konnte. Die Munition wurde durch ein zentrales Rohr geleitet und dann über eine Steigung in die Geschützrohre befördert. Es handelte sich um die größten handgeladenen Geschütze der britischen Marine zu dieser Zeit, die jedoch einen sehr schwierigen Verschlussmechanismus besaßen, der sie im Vergleich zu größeren Geschützen insgesamt unterlegen machte.
Die Sekundärbewaffnung bestand aus zehn 120-mm-Schnellfeuergeschützen in Einzellafetten. Sechs davon befanden sich auf dem Oberdeck und vier in Kasematten an den Seiten des Schiffes zwei auf jeder Breitseite. Die Geschütze waren auf Lafetten mit einem Seitenrichtbereich von +30° bis +150° montiert. Die Kanonen selbst wogen 2,2 t und hatten bei einer maximalen Elevation von 20° und einer Mündungsgeschwindigkeit von 544 m/s eine Reichweite von 9.050 m. Sie verschossen 20,4 kg schwere Granaten mit einer Kadenz von ca. 5–6 Schuss pro Minute. Zum Schutz gegen Torpedoboote wurden acht 57-mm-6-Pfünder-Schnellfeuergeschütze und zwölf 47-mm-3-Pfünder-Hotchkiss-Kanonen installiert. Außerdem waren die Schiffe mit sieben 457-mm-Torpedorohren ausgestattet, drei auf jeder Breitseite und eines im Heck.

### Panzerung
Das Schiff hatte einen Panzergürtel aus Compoundpanzerung. Er erstreckte sich über eine Länge von 61 m und reichte von der vorderen bis zur hinteren Barbette. Mittschiffs war er 305 mm dick und 2,30 m hoch. Vorn und achtern verbanden 200 mm dicke Querschotten die Gürtelpanzerung mit den Barbetten und bildeten so die gepanzerte Zitadelle. Darüber verlief ein weiterer Plankengang aus 102 mm Harvey-Panzerung. Er bedeckte die Schiffsseite zwischen der Rückseite der Barbetten bis zu einer Höhe von 3,00 m über der Wasserlinie. Querschotten aus Harvey-Panzerung mit einer Stärke von 76 mm verbanden die obere Panzerung mit den Barbetten.
Das gepanzerte Deck lag über dem Wasserliniengürtel und bestand aus 51 mm AHS-Stahl. Unterhalb der Wasserlinie erstreckte sich das 64 mm starke Unterdeck von der 127 mm dicken Grundplatte der Barbetten bis zum Bug und Heck. Oberhalb des Hauptdecks waren die Barbetten 228 mm und zwischen Haupt- und Unterdeck 203 mm stark. Die Schiffe der Centurion-Klasse waren die ersten britischen Schlachtschiffe, die mit gepanzerten Geschütztürmen über den Barbetten ausgestattet waren. Dies war erforderlich, um die Mannschaften zu schützen, die die Geschütze manuell bedienen mussten. Die Türme bestanden aus einer 150 mm starken Eisen-Nickel-Legierung, deren Rückseite offen gelassen werden musste, um die Geschütze bedienen zu können. Dies war der erste Schritt in der Entwicklung des modernen Geschützturms. Die Kasematten für die 12-cm-Geschütze verfügten ebenfalls über eine Harvey-Panzerung, die 101 mm an der Front und Rückseite und 50 mm an den Seiten stark war. Die Seiten des vorderen Kommandoturms hatten eine Stärke von 304 mm, während die des hinteren Kommandoturms nur 76 mm dick waren.